# ان‌جی‌سی ۹۷۲
ان‌جی‌سی ۹۷۲ (انگلیسی: NGC 972) یک کهکشان مارپیچی غبارآلود در صورت فلکی بره است که در سال ۱۷۸۴ توسط ویلیام هرشل کشف شد.